# Silvia de Groot
Silvia Wilhelmina de Groot-Rosbergen (Zegwaart, 6 juli 1918 – Amsterdam, 26 mei 2009) was een Nederlandse wetenschapper en surinamist, gespecialiseerd in de geschiedenis van de Surinaamse Marrons en zich bewegend op het grensvlak van geschiedenis, sociologie en antropologie.

## Leven
De Groot studeerde in Utrecht, waar zij haar doctoraal in de sociale wetenschappen behaalde. Zij werkte in de jaren zestig onder de Aukaners aan de Marowijnerivier en promoveerde in 1969 bij A.J.F. Köbben aan de (toen nog) Gemeentelijke Universiteit van Amsterdam in de sociale wetenschappen op een studie over dit marronvolk, Djuka society and social change. Als docent was zij tot 1983 verbonden aan het Historisch Seminarium van de Universiteit van Amsterdam.
Het bekendst werd haar reisverslag van een bezoek van vier granmans uit het binnenland van Suriname aan Ghana, Togo, Dahomey en Nigeria, Surinaamse granmans in Afrika: vier groot opperhoofden bezoeken het land van hun voorouders (1974). Uit deze en andere West-Afrikaanse landen werden gedurende drie eeuwen mensen weggevoerd om als slaaf te werken op plantages in de Nieuwe Wereld.
De Groot stond aan de wieg van het Instituut ter Bevordering van de Surinamistiek en was ook redactielid van het tijdschrift voor surinamistiek, Oso. Zij publiceerde met regelmaat in het blad, maar ook in Slavery & abolition: a journal of comparative studies, de Nieuwe West-Indische Gids, Vrij Nederland, in De Gids en in verschillende bundels, over onder meer kolonisatie, vrouwen in de geschiedenis, R.A.J. van Lier, en vooral veel over marronculturen (onder meer een tweedelige studie over het Korps Zwarte Jagers). Zij droeg ook bij aan de General history of the Caribbean van de Unesco.
Na 2000 legde De Groot zich nog toe op de antropologisch-historische studie van Bali.
In 2002 ontving zij de Gaanman Gazon Matodja Award.
De Groot was gehuwd met de natuurkundig hoogleraar Sybren Ruurds de Groot (1916-1994).

## Werken
- Principaux ouvrages de langue Néerlandaise, Anglaise et Allemande sur les Guyanes. Paris/Leiden 1958.
- Korte geschiedenis van de Djoeka's. [Paramaribo: 1965]. (Gestencild.)
- Summary of the description by P.J. Benoit, with annotations. 1839. Bijlage van: P.J. Benoit, Voyage à Surinam: description des possessions néerlandaises dans la Guyane. Cent dessins pris sur nature par l'auteur. Lithographiés par Madou et Lauters. Amsterdam: Emmering, 1967. Reprod. van de uitgave Brussel 1839.
- Djuka society and social change: history of an attempt to develop a Bush Negro community in Surinam 1917 - 1926. Proefschrift, Assen: Van Gorcum, [1969].
- Surinaamse granmans in Afrika: vier groot opperhoofden bezoeken het land van hun voorouders. Utrecht [etc.]: Het Spectrum, 1974. (Aula paperback, 28.)
- Van isolatie naar integratie: de Surinaamse Marrons en hun afstammelingen: officiële documenten betreffende de Djoeka's (1845 1863). 's Gravenhage: Martinus Nijhoff, 1963. (Verhandelingen van het Koninklijk Instituut voor Taal, Land en Volkenkunde, 41.)
- From isolation towards integration: the Surinam Maroons and their colonial rulers: official documents relating to the Djukas (1845 1863). [Translation from the Dutch prepared by Elisabeth Eybers]. The Hague: Nijhoff, 1977. (Verhandelingen van het Koninklijk Instituut voor Taal , Land  en Volkenkunde; 80.) Herziene versie van Van isolatie naar integratie.
- Reis door Suriname: beschrijving van de Nederlandse bezittingen in Guyana / Journey through Suriname: description of the possessions of the Netherlands in Guiana. P.J. Benoit; een vertaling [uit het Frans] van de oorspronkelijke uitgave Voyage à Surinam met honderd tekeningen in kleur bewerkt door Chris Schriks; voorzien van een samenvatting in de Engelse taal door Silvia W. de Groot. Zutphen: De Walburg Pers, 1980.
- Portret van Joost van Vollenhoven (1877-1918); Portret van een Frans koloniaal ambtenaar. Amsterdam: Historisch Seminarium van de Universiteit van Amsterdam, 1991. (Amsterdamse Historische Reeks.)
- De Andere Marrons. Speciaal nummer van Oso, jrg. 20, nr. 2. (Redactie)
- Max van den Berg, Silvia W. de Groot, Met het verleden bezig. Beelden en verhalen 1940-1945 van Marianne van Raamsdonk. Amsterdam: [Van den Berg enz.], 2001.
- Surinam Maroon chiefs in Africa in search of their country of origin. [Amsterdam]: Eigen beheer, 2003. (Verkorte versie in Engelse vertaling van Surinaamse granmans.)
- Ringing the bell: female priests in contemporary Bali. [Amsterdam]: Eigen beheer, 2004.
- Agents of their own Emancipation; Topics in the History of Surinam Maroons (Amsterdam: Eigen beheer, 2009)

## Onderscheidingen
- Winifred Cullis Award, oktober 1965; I.F.UW. (International Federation of University Women); V.V.A.O. (Vereniging Vrouwen met Academische Opleiding)
- Nationale Orde van Verdienste, februari 1983; Franse Ambassade in Nederland
- Officier in de Orde van Oranje-Nassau, september 1983
- Gaanta Boni Gaandi, oktober 1990; Marrongeschiedenis
- Gaanman Gazon Matodja Award, 26 mei 2002;
- Officier in de Ere-Orde van de Gele Ster, 6 februari 2009

## Over Silvia W. de Groot
- Suriname: slavernij, abolitie en nasleep: essays ter ere van Silvia W. de Groot. Oso, jrg. 2 (1983), nr. 2.
- Carl Haarnack (red.), Silvia de Groot; Thuis tussen twee werelden; Liber amicorum. Amsterdam: Buku, 2008.